# 名張郵便局
名張郵便局（なばりゆうびんきょく）は三重県名張市にある郵便局。民営化前の分類では集配普通郵便局であった。

## 概要
- 住所：〒518-0499 三重県名張市栄町2930-1

## 沿革
- 1873年（明治6年）4月28日 - 名張郵便取扱所として開設[1]。
- 1875年（明治8年）1月1日 - 名張郵便局（五等）となる。同年10月より為替取扱を開始。
- 1878年（明治11年） - 貯金取扱を開始。
- 1888年（明治21年）12月16日 - 名張郵便電信局となる。
- 1903年（明治36年）4月1日 - 通信官署官制の施行に伴い名張郵便局となる。
- 1953年（昭和28年）6月1日 - 電報受付事務および電話通話事務を除く電気通信業務の取扱を、名張電報電話局に移管[2]。
- 1958年（昭和33年）4月16日 - 特定郵便局から普通郵便局に局種別改定。
- 1964年（昭和39年）10月5日 - 名張市榊町から同市栄町に移転。
- 1996年（平成8年）7月1日 - 外国通貨の両替および旅行小切手の売買に関する業務取扱を開始。
- 2007年（平成19年）10月1日 - 民営化に伴い、併設された郵便事業名張支店に一部業務を移管。
- 2012年（平成24年）10月1日 - 日本郵便株式会社発足に伴い、郵便事業名張支店を名張郵便局に統合。
- 2015年（平成27年）2月2日 - 国津郵便局から「518-05xx」区域の集配業務を移管。
- 2016年（平成28年）3月12日 - 郵便ポストから取集された郵便物の消印押印業務のみ四日市西郵便局へ移管。これにより、名張市内の郵便ポストから収集された郵便物には、「四日市西」の消印が押印される。
- 2022年（令和4年）４月1日 - かんぽサービス部設置

## 取扱内容
- 郵便、印紙、ゆうパック、内容証明
- 貯金、為替、振替、振込、国際送金、外貨両替・トラベラーズチェック、国債、投資信託
- 生命保険、バイク自賠責保険、自動車保険
- ゆうちょ銀行ATM
- 「518-04xx」「518-05xx」「518-06xx」「518-07xx」区域（名張市全域）の集配業務
- ゆうゆう窓口

## 風景印
- 図案は青蓮寺湖、赤目四十八滝、荷坦滝、紅葉。局名表記は「名張」
- 使用開始日は1979年（昭和54年）8月1日

## 周辺
- 名張市立名張中学校
- 名張市立名張小学校
- 藤堂家邸跡
- 国道165号
- 名張川
- 名張駅
- ヤマト運輸名張朝日宅急便センター
- 西名張郵便局
- 朝日生命保険相互会社名張営業所
- イオン名張店
- マックスバリュ名張西店
- 焼肉きんぐ名張店
- オートバックス なばり店

## アクセス
- 近鉄大阪線 名張駅（西口）から西へ約200m（徒歩で約2分）。
- 三重交通バス「名張駅前」停留所下車。
- 名阪国道（国道25号）上野ICから南へ約16km。
- 駐車場あり：7台